# Демонология

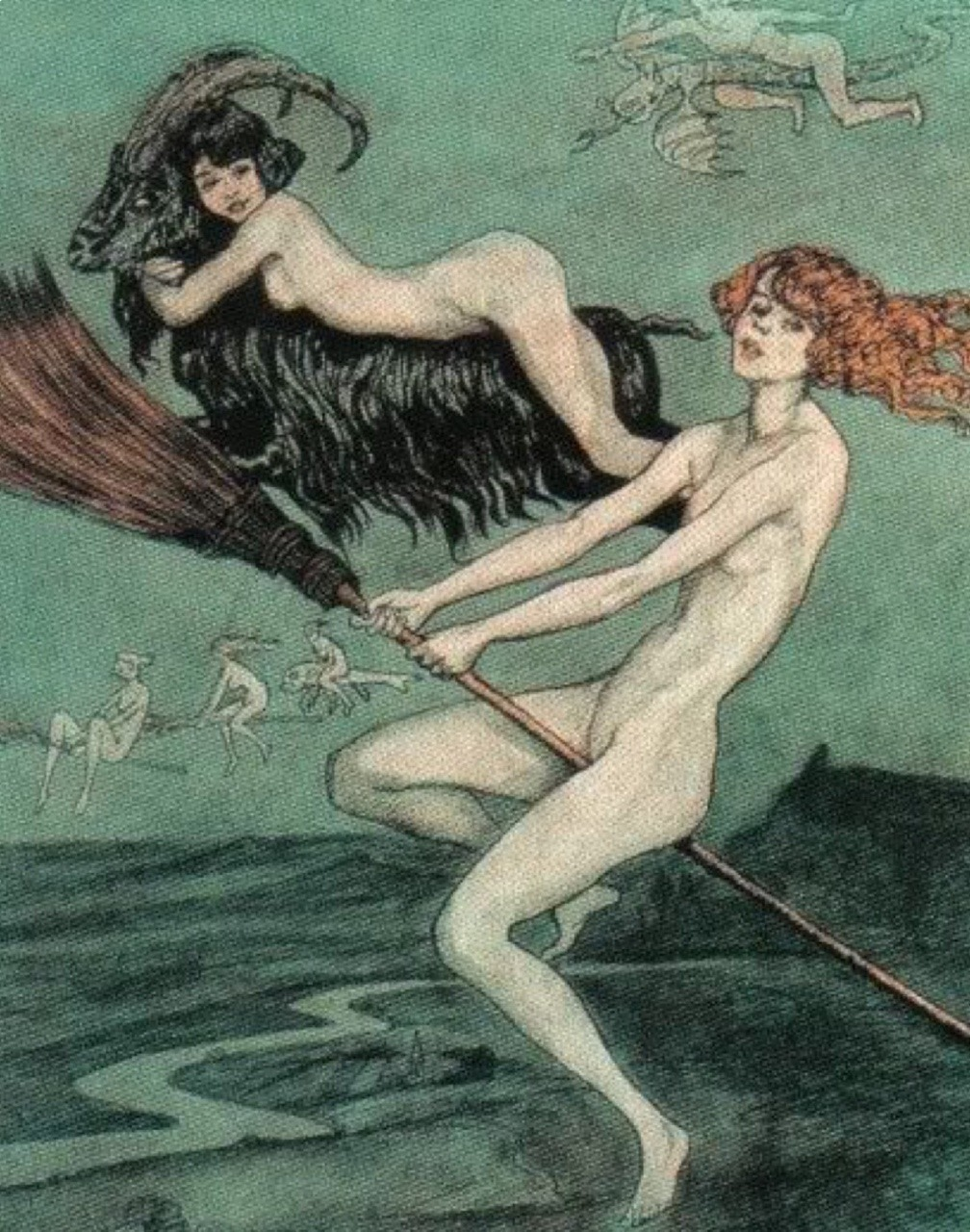
Полёт ведьм, Отто Гетце, между 1900 и 1920

Демоноло́гия (от др.-греч. δαίμων «божество, дух, гений» + λόγος «слово; рассуждение; наука») — общее название разнородных мифов о демонах; ветвь теологии, изучающая сверхъестественное, не имеющее природу божества. Термин используется по аналогии с современными научными направлениями как в оккультизме, так и в научно-исторических работах. Основными направлениями в демонологии обычно являются изучение демонов, описание поведения демонов, описание обрядов по вызову демонов, борьбе с ними, подчинению и контролированию их сил и т.п. Демонология сопровождает многие религиозные и мистические традиции, при этом сами религии могут относиться к демонологии и демонам резко отрицательно.
Демонология часто проявляется в фольклоре, художественной литературе, мифологии, магии и т.д.
Демоно́лог — оккультист, изучающий демонов, злых духов, их козни против человека. Также демонологами называют христианских ученых, священников, которые изучали демонов для борьбы с ними.

## Христианская демонология
В христианской традиции демонами считаются падшие ангелы. Некоторые сведения можно почерпнуть из Книги пророка Иезекиля (Иез. 28), в которой описана причина падения Люцифера и участь, которую уготовал ему Бог, Книги Иова (Иов. 40, 41), в которой Бог объясняет невозможность для человека самостоятельно победить Сатану, Откровения Иоанна Богослова и некоторых других.
С этой точки зрения демонология является отражением ангелологии, при этом ангелы считаются добрыми духами, а демоны — злыми. Демонов классифицируют по степени их вредоносности и месту в иерархии ада, по связи с человеческими грехами, месту обитания. Например, такой краткий обзор содержится в главе «О дьяволе и демонах» в «Точном изложении православной веры» Иоанна Дамаскина. Но вообще, в православии нет отдельного учения о злых силах.
Наиболее исторически известными трудами западных демонологов являются «Молот ведьм» (лат. Malleus Maleficarum) Генриха Крамера (возможно, написанный при участии Якоба Шпренгера), а также Demonolatry Николя Реми. Эти сочинения отталкиваются от реальности демонических сил и предполагают, что избавление от демонов даёт церковь.
В оккультной, магической демонологии христианского мира может также делаться упор на практические способы вызова демона и подчинение их сил для своих целей. В таком виде демонологию переняли многие оккультные школы наряду с сюжетом войны между ангелами и демонами и способами участия в этой войне.
У Иисуса Христа есть власть и сила. Согласно Библии всякое колено преклонится перед именем Иисуса. В том числе и демона.
«Посему и Бог превознёс Его и дал Ему имя выше всякого имени, дабы пред именем Иисуса преклонилось всякое колено небесных, земных и преисподних, и всякий язык исповедал, что Господь Иисус Христос в славу Бога Отца.» (Послание к Филиппийцам 2:9-11)

## Славянская демонология
Демонология — низший раздел славянской мифологии, система мифологических персонажей: демонов, духов, людей с демоническими свойствами. Славянская демонология затрагивает все сферы славянской традиционной культуры, объясняя все происходящее в мире влиянием демонов: атмосферные и природные явления (см. Духи атмосферные, Духи локусов), посмертное существование человека на «том свете» (см. Упырь, Русалка, Заложные покойники), хозяйственную деятельность и семейную жизнь (см. Ведьма, Домовой, Змея домашняя, Колдун), судьбу человека (см. Доля, Рожаницы), причины болезней и подобное. После принятия христианства, когда языческие божества были провозглашены демонами, славянская демонология пополнилась рядом персонажей высшей мифологии (например, Мокошь), но переход низших демонов в систему богов никогда не был отмечен. В качестве мифологических персонажей в демонологии славян выступает и ряд христианских святых (святая Люция, святая Параскева, святой Юрий и др.).
Основное ядро демонологии, сложившееся в праславянскую эпоху и общее для всех славянских традиций, развивалось и изменялось в последующие периоды, и этот процесс продолжается до сих пор. Изначальное диалектное членение славянской демонологии и последующая эволюция сформировали современные этнокультурные ареалы: балкано-карпатский, полесский, севернорусский
и др., со значительно отличающимися друг от друга мифологическими системами.
Основным элементом славянской демонологии является мифологический персонаж, понимаемый как совокупность релевантных, устойчиво повторяющихся в традиции признаков и функций, скреплённых именем. Славянские персонажи обладают разной степенью «мифологизации» — одни из них воспринимаются исключительно как демоны (например, чёрт, упырь, кикимора и под.), другие — как люди, наделённые демоническими чертами (колдун, кликуша, двоедушник и др.). В разряд мифологических персонажей включаются персонификации состояний человека и процессов, происходящих с ним (ср. поверья о духах болезней, судьбы, смерти), дней недели или месяцев (Пятница, Неделя, баба Марта и др.). Объектами славянской демонологии являются мифологические локусы (например, ирий, клад), а также природные явления, воспринимаемые как результат деятельности мифологических персонажей (например, вихрь, град, водоворот, залом и др.).

## Японская демонология
Традиционная религия Японии — синтоизм — предполагает существование бесконечного числа богов-ками, которые обитают во всех предметах и явлениях мира; иными словами, весь мир населён богами. Человек после смерти сам становится ками.
Три основных группы японских демонов — это ёкай, юрэй и о-бакэ. В синтоистской иерархии они расположены ниже ками и двойственны по своей сущности, взаимодействовать с ними человек может как добром, так и обманом. Также известны они, бакэмоно, гаки, асуры и другие демоны.

## Демонология воккультизме
Практикующие церемониальную магию иногда пытаются вызвать демонов и управлять ими для того, чтобы те исполнили их волю. Для этого они используют такие традиции, как Гоетия и Книгу Абрамелина. Часто используются демоны христианской демонологии. Эти практики никогда не поклоняются демонам, но стремятся использовать их для своих целей. Другие оккультисты поклоняются демонам и определяют свою религию как демонолатрия (от греч. δαίμων демон, дух и греч. λατρεία служить). Приверженцы демонолатрии считают, что традиции, подобные Гоетии, очень неуважительны по отношению к демонам, и возможно опасны для практикующего. Вместо этого они используют форму молитвы, магию и ритуалы, прося помощи демонов, а не приказывая им.